# Mathias Abel
Mathias Abel (sinh ngày 22 tháng 6 năm 1981) là một cựu cầu thủ bóng đá người Đức từng thi đấu ở vị trí hậu vệ.